# Epipedobates
Epipedobates is een geslacht van kikkers uit de familie pijlgifkikkers (Dendrobatidae). De groep werd voor het eerst wetenschappelijk beschreven door Charles William Myers in 1987.
Er zijn zeven soorten inclusief de voor het eerst in 2011 beschreven soort Epipedobates darwinwallacei. Alle soorten komen voor in Zuid-Amerika, in Colombia tot Ecuador, ten westen van de Andes.

## Taxonomie
Geslacht Epipedobates
- Soort Epipedobates anthonyi
- Soort Epipedobates boulengeri
- Soort Epipedobates darwinwallacei
- Soort Epipedobates espinosai
- Soort Epipedobates machalilla
- Soort Epipedobates narinensis
- Soort Epipedobates tricolor – Driekleurige gifkikker

Ameerega · 
Colostethus · 
Epipedobates · 
Leucostethus · 
Silverstoneia